# Hệ thống giao thông Thung lũng Klang
Hệ thống giao thông Thung lũng Klang (tiếng Anh: Klang Valley Integrated Transit System) là mạng lưới giao thông tích hợp chủ yếu phục vụ Thung lũng Klang và các vùng lân cận của thành phố Kuala Lumpur, Malaysia. Hệ thống bắt đầu hoạt động vào tháng 8 năm 1995, mở đầu với tuyến tàu chở khách trên đoạn đường sắt nối Kuala Lumpur và Rawang. Tới nay, hệ thống có 11 tuyến đường sắt với trung tâm là KL Sentral, trong đó bao gồm hai tuyến tàu chở khách, sáu tuyến đường sắt nặng, một tuyến buýt nhanh, hai tuyến tới Terminal 1 và Terminal 2 của Sân bay quốc tế Kuala Lumpur, một tuyến (đang tạm dừng) tới Sân bay Sultan Abdul Aziz Shah. Tổng công trình dài 528,4 kilômét (328,3 mi) với 197 nhà ga đang hoạt động.

## Lịch sử
Giao thông đường sắt ở Kuala Lumpur và bang Selangor bắt đầu hoạt động từ năm 1886 với tuyến đầu tiên nối giữa Kuala Lumpur và Bukit Kuda, hiện nó có tên là tuyến Tanjung Malim-Port Klang. 

Quá trình phát triển hệ thống metro

Hệ thống metro STAR LRT được triển khai trong kế hoạch giao thông năm 1981, khi đó chính phủ Malaysia đề xuất xây dựng các tuyến đường sắt nhẹ (LRT) kết nối Kuala Lumpur và các vùng lân cận. Thoả thuận được chính phủ ký với STAR vào năm 1992.
Tuyến đường chở khách đầu tiên ở thành phố là KTM Komuter, hoạt động từ năm 1995. Tới tháng 12 năm 1996, STAR LRT đi vào vận hành, sau đó là tuyến PUTRA LRT hoạt động từ tháng 9 năm 1998, mở rộng theo từng giai đoạn.
Kế hoạch ban đầu sẽ là STAR và PUTRA thiết kế và quản lý các tuyến LRT. Tuy nhiên do khủng hoảng tài chính và mắc nợ năm 2001, chính phủ đã tiếp quản lại dự án thông qua công ty Syarikat Prasarana Negara Bhd, hiện là Prasarana Malaysia Bhd. Các tuyến tàu sau đó lần lượt được đổi tên thành LRT Ampang và Sri Petaling, LRT Kelana Jaya.
Tháng 4 năm 2002, Express Rail Link đi vào sử dụng sau qua trình xây dựng từ tháng 5 năm 1997, qua đó thêm hai tuyến kết nối KL Sentral với Sân bay quốc tế Kuala Lumpur, nay là KLIA Terminal 1. Năm 2014, tuyến được mở rộng tới Terminal 2.
Năm 2003, tuyến đường sắt một ray KL Monorail bắt đầu vận hành. Tuy nhiên, công ty quản lý KL Monorail System Sdn Bhd không lâu sau đó gặp một số khó khăn tài chính và hệ thống được bàn giao lại cho Prasarana năm 2007.
Năm 2015, tuyến buýt nhanh BRT Sunway được khai thác, phục vụ khu dân cư Sunway.
Năm 2016, hai tuyến Sri Petaling và Kelana Jaya được kéo dài tới Putra Heights với mỗi tuyến lần lượt có thêm 11 và 17 nhà ga mới, phục vụ khu vực Puchong Jaya và Subang Jaya.
Ngày 16 tháng 12 năm 2016, tuyến MRT Kajang bắt đầu hoạt động giai đoạn một, có chiều dài 23 km từ trạm Sungai Buloh tới Semantan. Ngày 17 tháng 7 năm 2017, giai đoạn hai ra mắt với việc mở rộng vận hành từ Semantan tới Kajang.
MRT Putrajaya được khánh thành vào lúc 3 giờ chiều ngày 16 tháng 6 năm 2022. Tuyến được mở rộng giai đoạn hai vào ngày 16 tháng 3 năm 2023.
Tuyến LRT Shah Alam hiện đang được xây dựng và dự kiến sẽ hoạt động vào tháng 8 hoặc 9 năm 2025.

## Vận hành
Thẻ Touch 'n Go được sử dụng cho toàn bộ hệ thống, tuy nhiên không tích hợp với các tuyến của KTM Komuter và Express Rail Link (ERL).
Hai công ty Rapid Rail, quản lý LRT, MRT, monorail, và Rapid Bus, quản lý BRT Sunway và bao phủ khoảng 70% hệ thống buýt Thung lũng Klang, có các loại vé ngày, tháng cho hành khách.
Từ tháng 2 năm 2024, KTM Kommuter chấp nhận thêm các loại thẻ ngân hàng làm phương thức thanh toán, bao gồm cả các loại thẻ ảo NFC như Apple Pay, Google Pay và Samsung Pay. Rapid KL cũng đã lên kế hoạch đa dạng hoá thanh toán toàn bộ từ tháng 3 năm 2024 tới tháng 3 năm 2025.

## Hệ thống
| Tuyên   | Tên                                    | Thời điểm hoạt động  | Mở rộng gần nhất | Ga đầu/cuối       | Ga đầu/cuối         | Số ga | Chiều dài (km) | Hệ thống                       | Trụ sở                       | Quản lý    |
| ------- | -------------------------------------- | -------------------- | ---------------- | ----------------- | ------------------- | ----- | -------------- | ------------------------------ | ---------------------------- | ---------- |
| 1       | Batu Caves-Pulau Sebang                | 14 tháng 8 năm 1995  | Tháng 8, 2010    | Batu Caves        | Pulau Sebang/Tampin | 27    | 135.6          | Tàu chở khách                  | • Sentul • Seremban          | KTM        |
| 2       | Tanjung Malim–Port Klang               | 14 tháng 8 năm 1995  | 12 tháng 7, 2016 | Tanjung Malim     | Port Klang          | 34    | 127.5          | Tàu chở khách                  | • Sentul • Seremban          | KTM        |
| 3       | Ampang                                 | 16 tháng 12 năm 1996 | 6 tháng 12, 1998 | Sentul Timur      | Ampang              | 18    | 15             | Đường sắt công suất trung bình | • Ampang • Kuala Sungai Baru | Rapid Rail |
| 4       | Sri Petaling                           | 16 tháng 12 năm 1996 | 1 tháng 12, 2016 | Sentul Timur      | Putra Heights       | 29    | 37.6           | Đường sắt công suất trung bình | • Ampang • Kuala Sungai Baru | Rapid Rail |
| 5       | Kelana Jaya                            | 1 tháng 9 năm 1998   | 30 tháng 6, 2016 | Gombak            | Putra Heights       | 37    | 46.4           | Đường sắt công suất trung bình | • Subang                     | Rapid Rail |
| 6       | KLIA Ekspres                           | 14 tháng 4 năm 2002  | 1 tháng 5, 2014  | KL Sentral        | KLIA T2             | 3     | 59.1           | Tàu tốc hành                   | • Salak Tinggi               | ERL        |
| 7       | KLIA Transit                           | 14 tháng 4 năm 2002  | 1 tháng 5, 2014  | KL Sentral        | KLIA T2             | 6     | 59.1           |                                | • Salak Tinggi               | ERL        |
| 8       | KL Monorail                            | 31 tháng 8 năm 2003  | -                | KL Sentral        | Titiwangsa          | 11    | 8.6            | Monorail                       | • Brickfields                | Rapid Rail |
| 9       | Kajang                                 | 16 tháng 12 năm 2016 | 17 tháng 7, 2017 | Kwasa Damansara   | Kajang              | 29    | 46             | Đường sắt nặng                 | • Sungai Buloh • Kajang      | Rapid Rail |
| 10      | KL Sentral-Terminal Skypark (tạm dừng) | 1 tháng 5 năm 2018   | -                | KL Sentral        | Terminal Skypark    | 3     | 24.5           |                                | • Sentul                     | KTM        |
| 12      | Putrajaya                              | 16 tháng 6 năm 2022  | 16 tháng 3, 2023 | Kwasa Damansara   | Putrajaya Sentral   | 36    | 57.7           | Đường sắt nặng                 | • Sungai Buloh • Serdang     | Rapid Rail |
| B1      | BRT Sunway                             | 2 tháng 6 năm 2015   | -                | Sunway-Setia Jaya | USJ 7               | 7     | 5.6            | Buýt nhanh                     | • Sunway                     | Rapid Bus  |
| Tổng số | Tổng số                                | Tổng số              | Tổng số          | Tổng số           | Tổng số             | 197   | 528.4          |                                |                              |            |

## Dự kiến
Tuyến LRT Shah Alam hiện đang thi công. Tuyến Circle vòng tròn số 13 hiện cũng đã được lên kế hoạch.
| Tuyến | Tên                | Số ga | Chiều dài | Trạng thái                       | Dự kiến hoạt động           | Ga đầu/cuối          | Ga đầu/cuối        |
| ----- | ------------------ | ----- | --------- | -------------------------------- | --------------------------- | -------------------- | ------------------ |
| 11    | LRT Shah Alam      | 25    | 37 km     | Đang thi công                    | Tháng 8, 2025               | Bandar Utama         | Johan Setia        |
| 13    | Circle Line        | 31    | 50.8 km   | Đã được duyệt                    | Giai đoạn 1: Tháng 12, 2028 | Bukit Kiara Selantan | TBA                |
| 13    | Circle Line        | 31    | 50.8 km   | Đã được duyệt                    | Giai đoạn 2: 2030           | TBA                  | UM                 |
| 14    | Putrajaya Monorail | 25    | TBA       | Tạm dừng từ 2004                 | TBA                         | Putrajaya Sentral    | Kajang & Cyberjaya |
| B2    | BRT Federal        | 24    | 32.52 km  | Tạm dừng từ 28 tháng 11 năm 2017 | N/A                         | Pasar Seni           | Klang              |

## Chú giải
1. ↑  Tuyến Batu Caves trước đó nằm trên tuyến Port Klang
2. ↑  Mở rộng tới Tanjung Malim
3. ↑  Dùng cùng một đường ray KTM với Subang Jaya-KL Sentral
4. ↑  Tính cả những ga giao nhau cùng xây trong một nhà ga